# Groot glasmuiltje
Het groot glasmuiltje (Lamellaria perspicua) is een slakkensoort uit de familie van de Velutinidae. De wetenschappelijke naam van de soort werd in 1758 voor het eerst geldig gepubliceerd door Carl Linnaeus als Helix perspicua. Deze soort is inheems in de noordoostelijke Atlantische Oceaan en de Middellandse Zee, waar het zich voedt met koloniale zakpijpen.

## Kenmerken
De schelp van een volwassen groot glasmuiltje is van buitenaf niet zichtbaar omdat deze volledig is omgeven door de mantel, waardoor het op een zeenaaktslak lijkt. De schelp is dun, glad en breekbaar en bestaat uit twee tot drie kransen met een korte spits. De laatste krans heeft 95% van de totale hoogte van de schelp. De opening is zeer breed en enigszins lepelvormig, iets naar rechts verlengd. Er is geen operculum en de schelp is tot 10 millimeter lang.
Het weekdier zelf wordt ongeveer 20 mm lang en 12 mm breed en is ovaal van vorm, met een sifonvormige inkeping aan de voorzijde. Het dorsale oppervlak van de mantel draagt tuberculeuze uitsteeksels, de randen zijn verdikt en er is een sifonachtige verlenging aan de voorkant. De kleur is variabel, variërend van grijswit tot lila, geelachtig, bleekgeel of oranje, soms met lichte of donkere vlekjes.

## Verspreiding
Het groot glasmuiltje is inheems in de noordoostelijke Atlantische Oceaan. Zijn verspreidingsgebied strekt zich uit van IJsland en Noorwegen in zuidelijke richting tot aan de Kaapverdische Eilanden en Middellandse Zee en omvat tevens de Noordzee en het Kanaal. Daarbuiten ook gemeld uit het Caribische gebied en de oostkust van Zuid-Amerika. Het dieptebereik is van laag water bij springtij tot ongeveer 1200 meter. Het verbergt zich onder rotsen en is te vinden in gebieden waar koloniale zakpijpen groeien, zoals Didemnum-soorten, die het voedsel van deze zeehuisjesslak vormen.

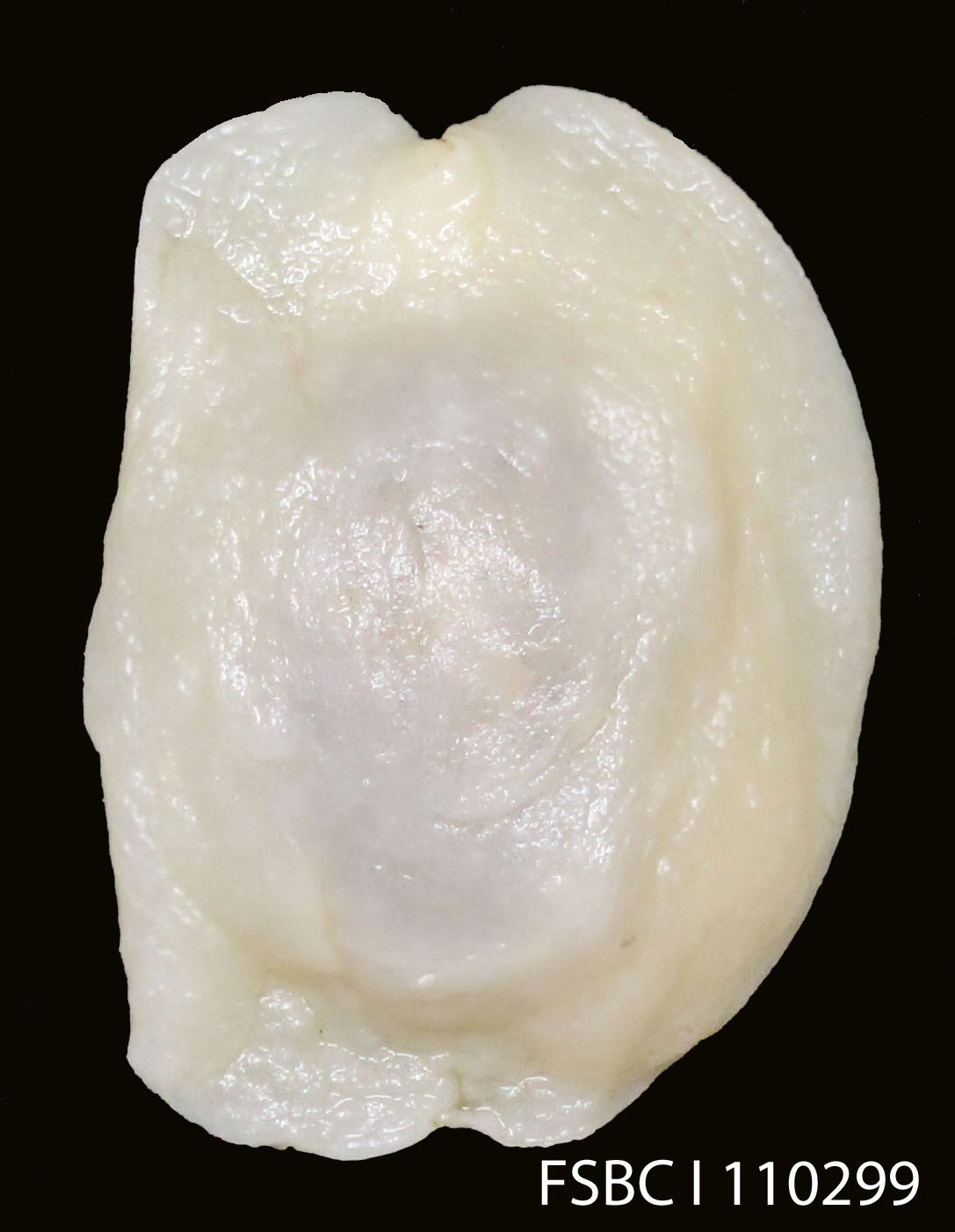
Bovenzijde van L. perspicua
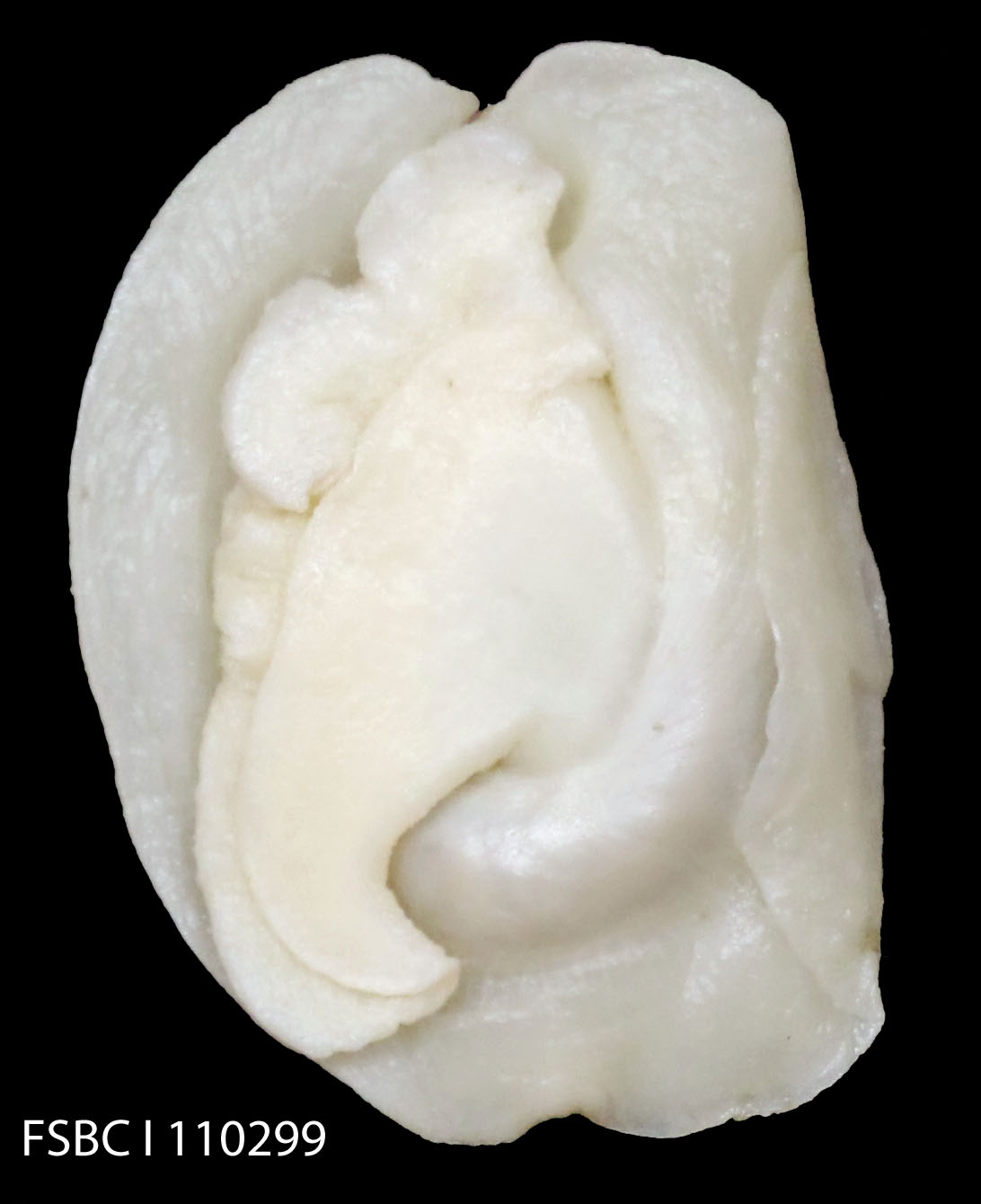
Onderzijde van L. perspicua